# Josef Kacálek
Josef Kacálek alias Dikobraz (29. ledna 1922 Výprachtice – 27. září 1997 Lanškroun) byl český katolický kněz a zakladatel a vůdčí osobnost skautského hnutí na Lanškrounsku. Za komunistického režimu byl vězněn.
P. Kacálek se narodil v chudé rodině. Do školy začal chodit v Ústí nad Orlicí, gymnázium navštěvoval v České Třebové, kde odmaturoval v roce 1941. Bylo mu blízká problematika dělnické třídy, do semináře nastoupil v Hradci Králové v roce 1942, vysvěcen byl 29. 6. 1947. První kaplanské místo bylo v Nové Pace, kde se věnoval křesťanské dělnické mládeží (JOC). V roce 1948 byl odsouzen 28. 12. 1948 k podmínečnému trestu. \Od roku 1949 působil jako administrátor v Horní a Dolní Branné. V letech 1950–1959 se skrýval. Zatčen byl 29. 4. 1959. Odsouzen byl 12.–13. 8. 1959 v Hradci Králové pěti letům vězení. 11. 5. 1960 byl propuštěn na amnestii. V dubnu 1968 mu byl vrácen státní souhlas k výkonu duchovního povolání. Krátce působil v Dolním Újezdě u Chocně a od června 1968 byl až do září 1993 byl administrátor a později děkan v Lanškrouně. Od října 1993 pak sloužil jako duchovní správce v Černožicích nad Labem.